# Powell (motorfiets)
Powell is een historisch Brits merk van motorfietsen.
De bedrijfsnaam was: Powell Bros Ltd., Cambrian Iron Works, Wrexham.
Aanvankelijk bouwde Powell door Edward Alexander Burney ontwikkelde modellen met de 547cc-Blackburne-zijklep-sloper met een Sturmey-Archer-drieversnellingsbak en chain-cum-belt drive. Hoewel de machine al in 1920 was aangekondigd kwam ze pas in 1921 op de markt. In 1922 werd de modellenlijn uitgebreid met lichtere motorfietsjes met 168-, 198- en 245cc-tweetaktmotoren. Een model was volledig met plaatstaal omkleed en werd "Allweather" genoemd.
In 1925 waren alleen de lichtere modellen nog leverbaar, maar in dat jaar beëindigden de gebroeders Powell de productie van motorfietsen. Ze bleven wel andere metaalproducten maken.